# Louis Henri Hubert-Delisle
Pour les articles homonymes, voir Delisle.
 (août 2025).
Si vous disposez d'ouvrages ou d'articles de référence ou si vous connaissez des sites web de qualité traitant du thème abordé ici, merci de compléter l'article en donnant les références utiles à sa vérifiabilité et en les liant à la section « Notes et références ».
Louis Henri Hubert-Delisle, né le 1er janvier 1811 à Saint-Benoît (La Réunion) et mort le 8 décembre 1881 à Bordeaux, est un homme politique français.

## Biographie

### De l'île de La Réunion à l'Assemblée nationale
Créole né le 1er janvier 1811 dans le quartier de Saint-Benoît de la colonie de La Réunion, Louis Henri Hubert Delisle est le fils de Florentin Hubert de Lisle de Montfleury et de Catherine-Sophie Lainé de Beaulieu. Il quitte son île natale pour la métropole très jeune accompagné par sa famille. Il y épousera une de ses cousines créoles, Amélina Pignolet de Fresne. En 1835, son père achète au fils de Jean-Frédéric de La Tour du Pin Gouvernet, ancien ministre de la guerre de Louis XVI, le domaine et le château du Bouilh, dans le Bordelais, aujourd'hui classé monument historique. Il y recevra fréquemment Alphonse de Lamartine, Ferdinand de Lesseps et le maréchal de Mac-Mahon.
Après de brillantes études de droit à Paris, il entame une carrière journalistique et politique dans le Bordelais qui le mènera d'un conseil municipal à l'Assemblée nationale. Ainsi, maire de Saint-André-de-Cubzac de 1846 à 1850, il est élu député de l'Assemblée Constituante cette dernière année puis député de l'Assemblée Législative en 1849. Il est nommé membre du Comité des colonies et s'y fait remarquer par ses prises de position en faveur de sa terre de naissance. Vers 1845, il devient par ailleurs Conseiller d'arrondissement de Saint-André-de-Cubzac.

### Retour à La Réunion en tant que gouverneur
À la suite du coup d'État du 2 décembre 1851 de Louis-Napoléon Bonaparte, Louis Henri Hubert Delisle pense se retirer dans le Bordelais, mais le ministre Théodore Ducos le propose au Prince-Président pour remplacer à La Réunion le gouverneur Louis Doret ; il est nommé à ce poste par décret présidentiel le 17 mars 1852.
Il accoste à Saint-Denis le 8 août à dix heures du matin à bord de la frégate la Belle-Poule, partie de Toulon le 5 mai. Quand il quitte le navire à trois heures et demie de l'après-midi pour aborder au Barachois, il est accueilli par des manifestations inhabituelles. De fait, il est le premier gouverneur créole de La Réunion. Il y restera jusqu'au 8 janvier 1858, date à laquelle il s'établit en métropole, où l'empereur Napoléon III le nomme sénateur.

### Modernisation de la colonie
Sa première tâche en tant que gouverneur est la tournée des communes de l'île pour prendre la mesure des problèmes pendants. Il s'emploie ensuite à remettre les affranchis au travail et à faciliter l'immigration de nouveaux engagés, ce pourquoi il lance de grands travaux dans toute la colonie. Par exemple, pour contourner les difficultés de la route de La Montagne, Henri Hubert Delisle conçoit le projet du tunnel sous le Cap Bernard. C'est en tout cas durant son gouvernement que la route de ceinture faisant le tour de l'île est bouclée grâce à la traversée du Grand Brûlé et que le projet d'une seconde voie en altitude est imaginé et effectivement construit par tronçons dans les Hauts de Saint-Benoît, Saint-Joseph, Saint-Paul et Saint-Pierre – on la connaît aujourd'hui sous le nom de route Hubert-Delisle. Pour éviter le coût trop élevé de l'immigration des travailleurs, il crée en 1853 la Société d'immigration.
En parallèle, de nouvelles institutions sont créées. Avec Hubert Delisle, La Réunion entre dans l'ère du changement. Ainsi, le 4 juillet  1853, la Banque de la Réunion ouvre ses portes à Saint-Denis. Le pays possède enfin son établissement de crédit. En outre, et afin de développer le sentiment de l'épargne dans la population, le Gouverneur crée par ailleurs la Caisse d'Épargne et de Prévoyance. Il fonde une école professionnelle d'Arts et Métiers, l'Établissement de la Providence. L'établissement abrite un hospice, une école agricole et professionnelle pour les jeunes affranchis, ainsi qu’un pénitencier pour jeunes délinquants.
Des manifestations prestigieuses organisées. En 1853, l'île organise sa première exposition coloniale. Instituée par décret du gouverneur, elle ouvre ses portes le 6 octobre dans les allées du Jardin colonial et se substitue à la Fête du Travail établie en 1848. Un jury constitué par le gouverneur récompense les meilleurs exposants. Puis, le 14 août 1855, le Muséum d'histoire naturelle est inauguré en présence d'un hôte de marque, le major général Hay, Gouverneur de Maurice. La tournée dans l'île de ce personnage est une réussite totale. C'est l'âge d'or pour la colonie.
Entre-temps, l'ardeur au travail de Louis Henri Hubert Delisle vaut en moins de deux ans à ce bonapartiste des plus ardents d'être fait chevalier de l'ordre de la Légion d'Honneur par l'Empereur et Commandant de Saint-Sylvestre par le Pape.
La pandémie de choléra débarque à l'Île Maurice. Le Gouverneur Hubert-Delisle impose dès le 7 juin 1854 une quarantaine sur tout navire en lien avec Maurice et met en place des moyens préventifs, comme des fumigations des geôles ou le nettoyage des rues. Ces mesures ont épargné la Réunion alors que 7 650 personnes sont mortes à Maurice.
En 1855, il réaménage l'Îlet Bethléem, fait bâtir une chapelle et sa femme y crée un ouvroir, lieu où les religieuses s'assemblent pour travailler, dirigé par la congrégation Filles de Marie.
Avant son départ de l'île, une révolte éclate en Inde britannique. Delisle, au cas où cet évènement se propage à la Réunion, met à la disposition de Charles Murray Hay, gouverneur de Maurice britannique, des troupes de la Réunion.

### Réinstallation en métropole

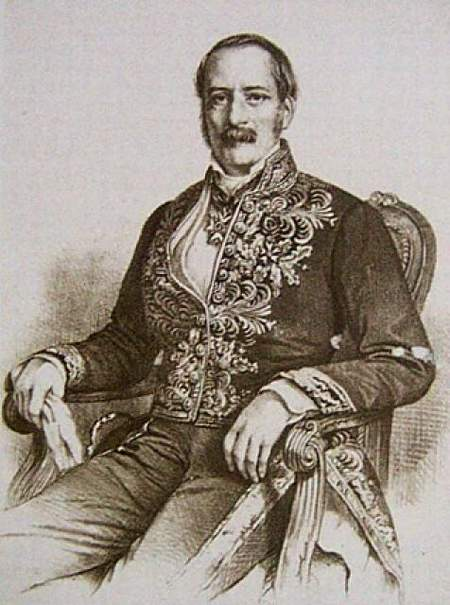
Henry Hubert Delisle

En 1857, Hubert Delisle devient sénateur du Second Empire puis Sénateur de la Gironde de 1876 à 1879.
Il est conseiller général de la Gironde pour le canton de Saint-André-de-Cubzac de 1865 à 1881 et président du Conseil général de la Gironde de 1878 à 1879.
Il avait été fait chevalier (12 août 1854), puis officier (6 août 1860) et enfin commandeur de la Légion d'honneur le 30 août 1865. Il était d'autre part commandeur de l'Ordre de Saint-Grégoire-le-Grand.
Il meurt le 8 décembre 1881 à Bordeaux et est inhumé dans le cimetière de la Chartreuse.

## Distinctions
- Commandeur de l'ordre de Saint-Grégoire-le-Grand
- Commandeur de la Légion d'honneur